# Timon (Maranhão)
Timon (voorheen Flores) is een Braziliaanse gemeente in de staat Maranhão. De gemeente telt 167.619 inwoners (volgens de telling van 2017).
Timon is de op twee na grootste gemeente van Maranhão, zowel qua inwoneraantal, economie en kiezers. De gemeente is gesitueerd in de linkeroever van de rivier de Parnaíba.

## Aangrenzende gemeenten
De gemeente grenst aan Caxias, Matões en Teresina (PI).